# Puplinge
Puplinge is een gemeente en plaats in het Zwitserse kanton Genève.
Puplinge telt 2125 inwoners.